# Tribunal Regional do Trabalho da 5.ª Região

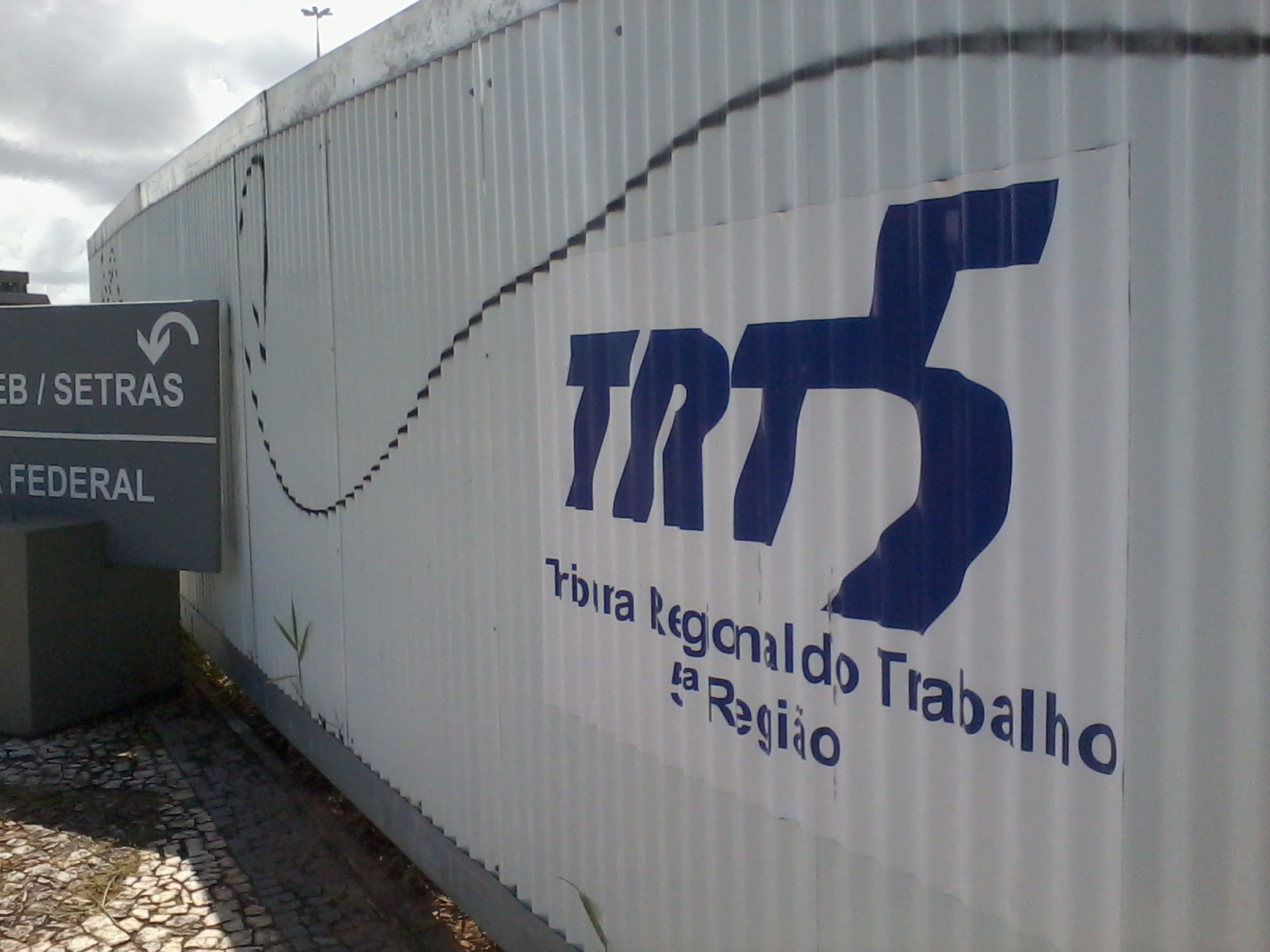
Muro do Tribunal pixado, com seu símbolo, no Centro Administrativo da Bahia, Salvador.

O Tribunal Regional do Trabalho da 5ª Região, com sede em Salvador, estado da Bahia, é um órgão da Justiça do Trabalho, pertencente ao Poder Judiciário da República Federativa do Brasil, o qual exerce jurisdição em todo território do Estado da Bahia.

## Histórico
Foi instalado enquanto Conselho Regional do Trabalho em 20 de maio de 1941, com duas Juntas de Conciliação e Julgamento na Rua Argentina, no bairro do Comércio. Passou a se chamar Tribunal Regional do Trabalho em 1946, quando passou a fazer parte do Poder Judiciário nos termos do Decreto-Lei nº 9.797, de 9 de setembro de 1946. Inicialmente exercia jurisdição também sobre o território de Sergipe. Em 1958, as primeiras juntas do interior foram criadas.
De acordo com o regimento interno, o TRT5 compõe-se de 29 desembargadores. Atualmente, é presidido pela desembargadora Débora Maria Lima Machado. 